# 人間の塔
人間の塔（castell - カステイ-カタルーニャ語で城の意味）は、スペインのカタルーニャ地方で200年以上続く伝統的な風物、行事であり、カタルーニャの民族的象徴でもある。秋に最も盛んに行われているが、ほぼ一年を通じ、カタルーニャ各地及びスペイン内外において、祭りや様々な催しで披露される。人間の塔の活動をしているチーム（colla castellera - コリャ・カスタリェーラ）は現在100を超え、フランスや中国にも存在する。2年に一度、その発祥の地と言われるタラゴナで、主なチームが集まって競技会を行う。その意味では、人間の塔はスポーツであるともいえる。2010年11月16日、人間の塔はユネスコの無形文化遺産「代表一覧表」に記載された。人間の塔のモットーは伝統的に4つ。「Força - フォルサ - 力」、「Equilibri - アキリブリ - バランス」、「Valor - バロー - 勇気」、及び「Seny - セニ - 知恵、共通意識」である。これらを全て揃えることが、難易度の高いパフォーマンスに必要と考えられている。

## 起源
バレンシア地方に現在も伝わるバレンシア人の踊り（Ball dels Valencians）がその起源とされる。17世紀にカタルーニャ南部で人気を博し、タラゴナとその周辺でいくつかのグループが祭りなどで披露していた。当時教会はこれを禁止しようとしたが、すでにその人気をおしどとめることは不可能であった。人間の塔が、バレンシア人の踊りとははっきりと違う形で記録に現れ始めるのは18世紀の後半のことである。タラゴナ市近郊のバイス（Valls）がその発祥の地とされる。その後カタルーニャ全土に広まり現在に至る。

## 行程
一般に、くみ上げと解体、両方が完了して初めて成功とみなされる。人間の塔は、まず塔の下部の基礎部分（pinya - ピーニャ - 松ぼっくりの意）を慎重に作ることから始まる。一分の隙もなく人間が配置されることが理想である。ピーニャが完成すると、その上に塔が作られていく。地上から数段組み上げたところで、更に上に組み上げるかどうかの決定がなされる。更に上に組み上げ始めた後でも、塔が不安定であると判断された場合は、安全を優先して、最後まで組み上げられる前に解体が始まる。その決定は、チームのリーダーか、塔の各部分の責任者が下す。組み上げを進める決定がなされると、バンドが伝統的な音楽を演奏し始める。この音楽は、基本的にどのチームも同じものであるが、チームによっては独自のアレンジが加えられている。
一人を除く全ての構成員（castellers - カスタリェース）が所定のポジションに登った後、最後の一人であるアンチャネータ（enxaneta）が登頂する。アンチャネータが両手をついた後に、片手を挙げる合図（aleta - アレータ - 鰭の意味）をすると組み上げは成功（carregat）である。ただし、競技会においてはアレータは必ずしも重要ではなく、単に同点チームの順位を決定するのに使用される。その後、塔は組み上げとは逆の手順で少しずつ解体され、すべての構成員が無事地上に降りるか、それがもう間違いないと認められた時点で、解体が成功（descarregat）とされる。

## 服装

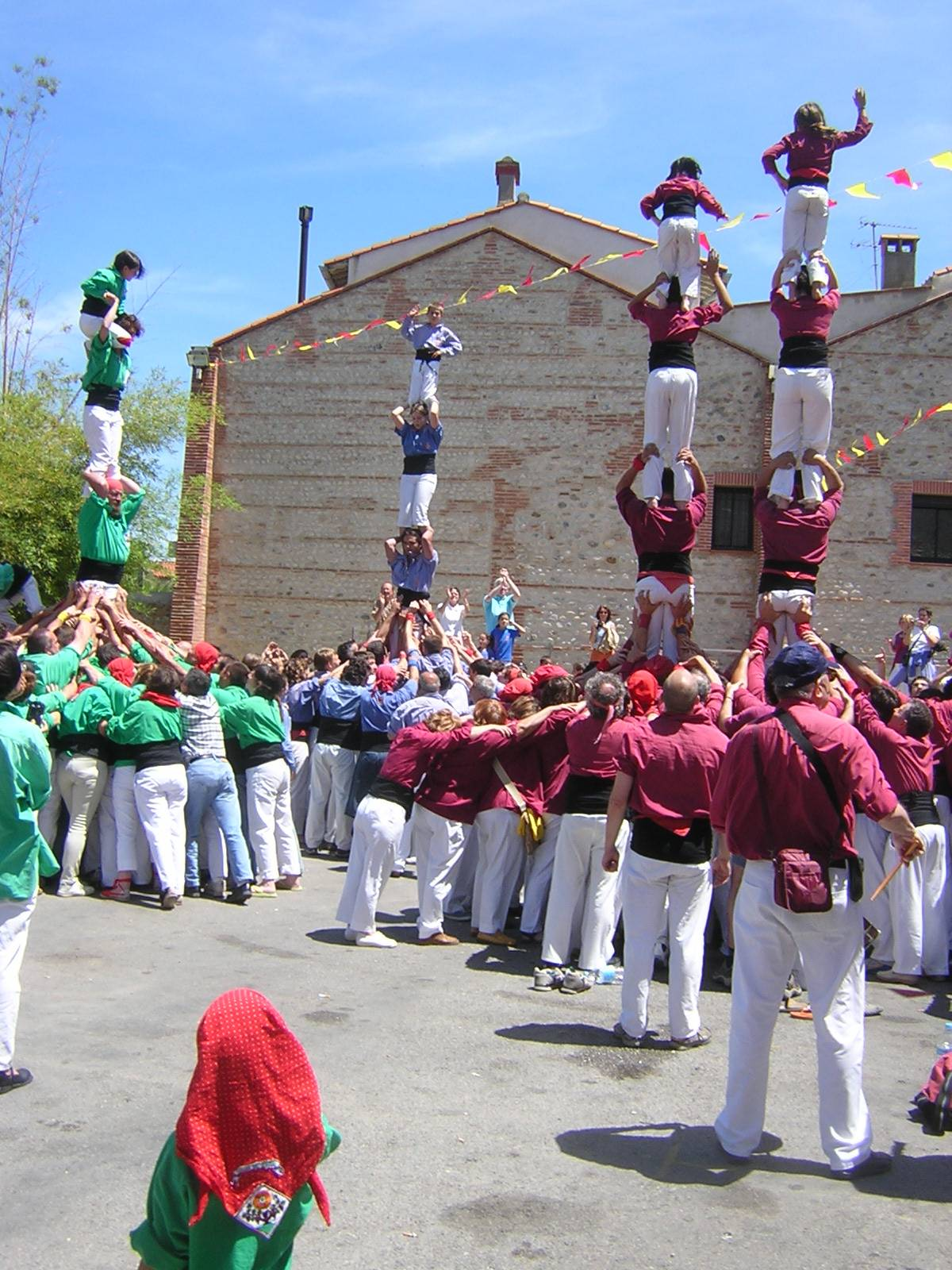
さまざまなチームが披露する人間の塔

カスタリェースの服装は、白いズボンに、チーム独自のカラーシャツが基本である。最も重要なのはファッシャ（faixa）と呼ばれる長い布製のベルトで、これは腰や背中を痛めるのを防ぐほかに、他の者が上に登るための手がかり、および足場となる。このほか、塔の最上部に上る子供たちは通常ヘルメットをかぶる。これは塔の上部から落下した子供が、（その時の怪我が直接の原因ではなかったにせよ）死亡した事故をきっかけに、2006年から導入が始まったものである。口内の怪我を防止するために、マウスピースを装着する場合もある。

## 構造
パフォーマンスの難易度は、塔の1段を構成する人数と、塔の段数とを基本要素として、一般に「(人数)de(段数)」と表される。例えば3de8は塔の部分を1段あたり3人で構成し、全体として8段の高さまで組み上げる技である。ピーニャは3人以上で作られるが、中心部分は3人なので、1段と数える。
安定したパフォーマンスのためには、塔の上部に登る者だけでなく、ピーニャを構成する者も重要となる。彼らは塔が崩れたときのためにショックを和らげる役割もしており、そのショックによって落ちた者よりもひどい怪我を負うことがある。基礎部分の構成員は、必ずしも同一チームの者でなくてもよく、他のチームの者や一般の観客が手助けをすることが一般的である。
極端に高い塔を作る場合には、ピーニャの上に更に多人数を配置した構造を作ることもあり、これは特別にフォルラ（folre；カバーの意味）と呼ばれる。Folreの上に更に同様の構造が作られると、マニーリャス（manilles；手錠、ハンドルの意味）の名称となる。更に、滅多に使われることはないが、マニーリャスの上にこれが作られた場合はプンタルス（puntals；つっかい棒の意味）と呼ばれる。ピーニャ以外のこれらの構造は、必ず技の名称に入れなければならない。例えば現在最も難しいとされる技の一つである、フォルラとマニーリャスを加えた3人の10段は3de10 amb folre i manilles（3d10fmと省略可）と表される。パフォーマンスの難易度を上げるため、フォルラやマニーリャスを敢えて作らないこともある。

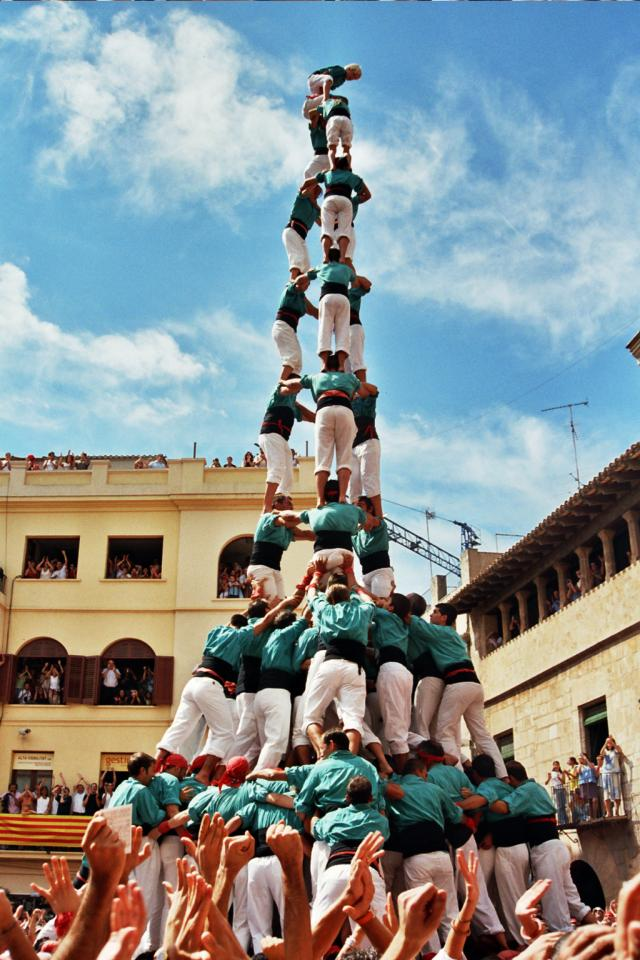
Castellers de Vilafrancaによる3d10fm

上部の3段（Pom de dalt）は少し特殊な構造をとる。基本的には、上から3段目は2人だけで構成され（ドスス;dosos）、その上に2人の子供がしゃがんで上下に重なる。上から2段目の子供はアッチャカドー(aixecador)もしくはアクチャドー（acotxador）、一番上はアンチャネータ（enxaneta）と呼ばれる。1段あたりの人数が5人以上になると、この基本単位が複数作られる。例えば、1段あたり5人の塔では、ドスス+アッチャカドーの構造が2つ作られたあと、アンチャネータがこれらを順に乗り越えるように移動する。この場合、アレータも2度することになる。1段あたり9人の塔では、ドスス+アッチャカドーの構造が3つ作られるが、3人のアンチャネータがこれら3つのそれぞれを登る場合と、1人のアンチャネータが3つ全てを順に移動する（アレータは3回）場合とがある。
3人もしくは4人の塔の内部に更に1人の塔（一般にPilar-柱と呼ばれる）を作る技は、amb agulla（アム　アグリャ；「針あり」の意味)と呼ばれる。この場合、外部の塔を組み上げている最中に内部の塔の組み上げが始まり、アンチャネータが通常通りアレタして塔の上部から降りた後、アッチャカドーが組みあがってきた内部の塔の上に移動し、外部の塔の解体が進む間にこのアンチャネータが再びアレタする。この内部の塔は、外部の塔の解体が完了するまで立ったままである必要がある。3人の塔は4人の塔よりも内部のスペースが小さいため、アグリャを作るのはより難しい。表記は最後にaを付ける。例えば、4人の9段、フォルラあり、アグリャありは「4 de 9 amb folre i l'agulla」(4d9faと略される）と表される。
特殊な組み上げの方法として、per sotaがある。これは塔の上部を先に作り、これを下から（per sota）持ち上げることによって塔の下段を構成する者が次々下に入っていくというものである。塔を構成する者の足場が不安定であること、また塔を持ち上げるのに相当な力が必要であることなどの理由で、通常の組み上げ方法よりも難しいとされる。

## カステイとカタルーニャ
カタルーニャは、現在は行政上スペインの一自治州であるが、歴史的な経緯から、マドリードを中心とするスペイン中央政府に対する反感が根強い。バスク地方と同様、スペインからの独立を要求する意見も強い勢力を保っている。カタルーニャ独自の風物であるカステイは、同じくカタルーニャにおいて重要な存在であるサッカークラブFCバルセロナと同様、しばしばそのカタルーニャ主義と結び付けられる。カタルーニャの国家記念日である9月11日には、街の中の象徴的な場所、例えばカタルーニャの英雄であるラファエル・カザノバの銅像などで、カステイのパフォーマンスが頻繁に行われる。
カステイはカタルーニャ社会に深く溶けこんでおり、様々なイベント、宣伝、建物の落成式、映画や本の出版記念に際して、しばしばパフォーマンスが行われる。例えば、2013年夏には、世界水泳選手権の開会式において、水中のカステイが披露された。また、チームのメンバーなどの死に際して、全員で哀悼の意を表するため、特別に音楽なしでカステイが行われることがある。これはpilar de dolと呼ばれ、葬儀やパフォーマンスの場において厳粛に披露される。

## カナーリャス
高い塔を作るためには、体重の軽い女性と子供の役割が重要である。特に子供のメンバーを増やすことは、将来的にチームが発展するためにも欠かせない。子供のメンバーは、カナーリャス（canalles；いたずら者たち）と呼ばれ、チームのマスコット的存在である。一般に、カナーリャスは、人間の塔の活動以外にも、キャンプなど様々な活動を通して、他の子供や大人たちとの信頼を築いていく。実際にカステイには登らないが、こうした活動にだけ参加する子供たちもいる。このように、カステイは、老人から子供まで幅広い世代が参加する、地区の重要なコミュニティーとしても機能している。